# 第6號交響曲 (浦羅哥菲夫)
E♭小調第6號交響曲，作品111，是俄國作曲家浦羅哥菲夫的音樂作品。創作於1945至47年。1947年10月11日由穆拉文斯基及列寧格勒交響樂團負責首演。

## 背景
這首交響曲往往被視為是紀念二戰中死難者的輓歌，氣氛陰暗，與樂觀的第5號交響曲形成強烈的對比。可惜首演後不夠半年，就因被日丹諾夫評為「形式主義」而遭禁演，一直至1950年代中後期才慢慢獲解禁。

## 分析
本曲只包含三個樂章，這是繼第2號交響曲後，另外一首並非由傳統四樂章所組成的交響曲。全曲演奏時間約為45分鐘。
1. 中等的快板（Allegro moderato）
2. 緩板（Largo）
3. 活潑的（Vivace）

### 配器
- 木管樂器：短笛、2長笛、2雙簧管、英國管、高音單簧管、2單簧管、低音單簧管、2巴松管、低音巴松管
- 銅管樂器：4圓號、3小號、3長號、大號
- 敲擊樂器：定音鼓、三角鐵、梆子、鈴鼓、大鼓、小鼓、鈸、鑼
- 鍵盤樂器：鋼琴、鋼片琴
- 絃樂器：第1小提琴、第2小提琴、中提琴、大提琴、低音提琴、豎琴

依照工具書《管弦樂作品手冊》指示，上述之配器可簡記為"*3 *3 =4 *3—4 3 3 1—tmp+4—hp, cel, pf—str"。

## 外部連結
- 浦羅哥菲夫第6號交響曲：国际乐谱典藏计划上的乐谱